# Гепатоциты

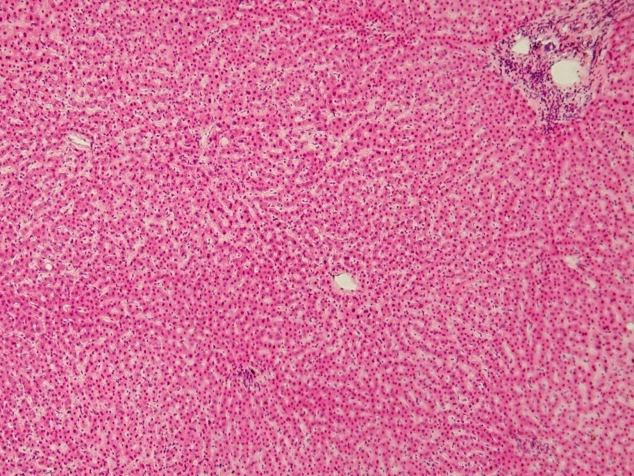
Гистологический препарат тканей печени человека, окраска гематоксилином-эозином.

Гепатоциты (от др.-греч. ἧπαρ — «печень» и греч. κύτος — «клетка») — клетки паренхимы печени у человека и животных. Составляют  от 60 % до 80 % массы печени.
Эти клетки участвуют в синтезе и хранении белков, трансформации углеводов, синтезе холестерина, желчных солей и фосфолипидов, детоксификации, модификации и выводе из организма эндогенных субстанций. Также гепатоциты инициируют процесс желчеобразования.
Гепатоциты относятся к стабильным клеткам, то есть имеют ограниченное число возможных делений за время жизни каждой отдельной клетки при регенерации повреждений печени. Это отличает их и от лабильных клеток, наподобие клеток эпидермиса, имеющих высокую способность к регенерации и большой запас делений за время жизни, и от персистентных клеток. Когда идёт речь о повреждении печени, то как правило имеется в виду именно повреждение гепатоцитов. 
Гепатоциты обладают интенсивным и высокоспециализированным клеточным метаболизмом, содержат многие специфические ферменты, которых нет больше ни в каких тканях и органах организма.
Культивирование гепатоцитов in vitro представляет собой проблему, которая в настоящее время остается нерешенной. При выделении гепатоцитов большое количество клеток гибнет, а у выживших изменяются адгезивные свойства клеточной поверхности, так что их прикрепление на культуральном пластике с целью дальнейшего культивирования и накопления происходит с большими потерями. При последующем длительном культивировании гепатоциты теряют ряд своих функциональных свойств. В современных работах исследователями отмечено, что экстракт регенерирующей печени (HSS) способствует росту клеточных культур гепатоцитов, при этом эффект является дозозависимым.

## Гистология
Это крупные клетки полигональной или шестиугольной формы. Имеют одно или несколько ядер, при этом ядра могут быть полиплоидными. Многоядерные и полиплоидные гепатоциты отражают приспособительные изменения печени, поскольку эти клетки способны выполнять гораздо более интенсивно свои функции, чем обычные гепатоциты.
Каждый гепатоцит имеет две стороны: васкулярную и билиарную. Васкулярная сторона обращена в сторону синусоидного капилляра. Она покрыта микроворсинками, которые проникают через поры в эндотелиоците в просвет капилляра и прямо контактируют с кровью. От стенки синусоидного капилляра васкулярная сторона гепатоцита отделяется перисинусоидальным пространством Диссе. В этом щелевидном пространстве находятся микроворсинки гепатоцитов, отростки печеночных макрофагов (клеток Купфера), клетки Ито и иногда — Pit-клетки. В пространстве встречаются также единичные аргирофильные волокна, количество которых увеличивается на периферии дольки. Таким образом, в печени отсутствует типичный паренхиматозный барьер (имеется так называемый "прозрачный" барьер), что позволяет веществам, синтезируемым в печени, попадать прямо в кровь. С другой стороны, из крови в печень легко поступают питательные вещества и подлежащие обезвреживанию яды. Васкулярной стороной гепатоцит захватывает также из крови секреторные антитела, которые затем поступают в желчь и оказывают свой защитный эффект.
Билиарная сторона гепатоцита обращена в сторону желчного капилляра. Цитолемма контактирующих гепатоцитов здесь образует инвагинации и микроворсинки. Вблизи образовавшегося таким образом желчного капилляра цитолеммы контактирующих гепатоцитов соединяются при помощи опоясывающих десмосом, плотных и щелевидных контактов. Билиарной стороной гепатоцитов вырабатывается желчь, которая поступает в желчный капилляр и далее в отводящие протоки. Васкулярная сторона выделяет в кровь белки, глюкозу, витамины, липидные комплексы. В норме желчь никогда не поступает в кровь, потому что желчный капилляр отделен от синусоидного капилляра телом гепатоцита.